# Adriana Alves
Adriana Alves (Angola, 13. rujna 1995. - ) je angolska atletičarka i trkačica na 100 metara i 200 metara. Bila je jedina predstavnica Angole na Svjetskom prvenstvu u atletici 2015. u Pekingu, gdje se natjecala na utrci na 100 metara. Istrčavši u kvalifikacijama vrijeme od 12,19 sekundi, završila je na 46. mjestu, koje nije bilo dovoljno za plasiranje u poluzavršnicu natjecanja.

## Karijera

### Nastup na Svjetskom prvenstvu u atletici 2015.
| Atletičar     | Disciplina | Kvalifikacije | Kvalifikacije | Vrijeme | Vrijeme | Poluzavršnica | Poluzavršnica | Završnica | Završnica |
| Atletičar     | Disciplina | Vrijeme       | Plasman       | Vrijeme | Plasman | Vrijeme       | Plasman       | Vrijeme   | Plasman   |
| ------------- | ---------- | ------------- | ------------- | ------- | ------- | ------------- | ------------- | --------- | --------- |
| Adriana Alves | 100 metara | 12,19         | 46.           | DNA     | DNA     | DNA           | DNA           | DNA       | DNA       |

- DNA - nije se kvalificirala

## Unutarnje poveznice
- Angola na Svjetskom prvenstvu u atletici 2015.